# The Artist's Joke
The Artist's Joke è un cortometraggio muto del 1912. Non si conosce il nome del regista del film.

## Produzione
Il film fu prodotto dalla Edison Company.

## Distribuzione
Distribuito dalla General Film Company, il film - un cortometraggio in una bobina - uscì nelle sale cinematografiche statunitensi il 10 luglio 1912.